# 関口忠 (工学者)
関口 忠（せきぐち ただし、1926年〈大正15年〉5月3日 - 2005年〈平成17年〉12月12日）は、日本の電気工学、核融合工学者。東京大学名誉教授、国際原子力機関核融合評議会日本代表の他、電気学会長、プラズマ・核融合学会長、低温工学協会長を務める。位階勲等は正四位勲二等工学博士、紫綬褒章。
1926年（大正15年）5月山形県米沢市に生まれた関口は、1949年（昭和24年）3月東京大学第一工学部電気工学科を卒業し、同年4月大学院特別研究生となる。1953年（昭和28年）4月東京大学電気工学科助教授となり、1956年（昭和31年）4月、東京大学から工学博士号を授与される。同年8月から1959年（昭和34年）2月までイリノイ大学工学部電気工学科客員教授を兼ね、1963年（昭和38年）6月には東京大学で教授に進む。1966年（昭和41年）4月東京大学大学院理学系研究科教授を兼務する。1973年（昭和48年）10月名古屋大学プラズマ研究所客員部門教授を兼任、1979年（昭和54年）9月兼職を免ぜられる。1987年（昭和62年）4月から横浜国立大学工学部教授に移り、同年6月東京大学名誉教授の称号を贈られる。1990年（平成2年）アメリカ核融合財団 (Fusion Power Associates) の優秀功績賞を受賞する。1992年（平成4年）3月定年退官。1998年（平成10年）勲二等瑞宝章受章。2005年（平成17年）12月12日肺炎で死去。2006年（平成18年）1月、功績を称え2005年（平成17年）12月12日付で正四位に叙される。